# Kostel Božského srdce Páně (Prievoz)
Kostel Božského Srdce Ježíšova je římskokatolický kostel z roku 1933. Nachází se v areálu zámečku, který slouží v současnosti jako nemocnice. Zasvěcený je Božskému Srdci Ježíšovu. Svou polohou patří do městské části Ružinov v okrese Bratislava II. V této části je postaven i nový kostel, nacházející se na Tomášikově ulici.